# Dicranopteris pedalis
Dicranopteris pedalis là một loài dương xỉ trong họ Gleicheniaceae. Loài này được Looser mô tả khoa học đầu tiên năm 1936.
Danh pháp khoa học của loài này chưa được làm sáng tỏ. 